# Michał Koj
Michał Koj (Ruda Śląska, 28 luglio 1993) è un calciatore polacco, difensore del Wieczysta Cracovia.

## Statistiche

### Presenze e reti nei club
Statistiche aggiornate al 17 novembre 2020.
| Stagione              | Squadra               | Campionato            | Campionato | Campionato | Coppe nazionali | Coppe nazionali | Coppe nazionali | Coppe continentali | Coppe continentali | Coppe continentali | Altre coppe | Altre coppe | Altre coppe | Totale | Totale |
| Stagione              | Squadra               | Comp                  | Pres       | Reti       | Comp            | Pres            | Reti            | Comp               | Pres               | Reti               | Comp        | Pres        | Reti        | Pres   | Reti   |
| --------------------- | --------------------- | --------------------- | ---------- | ---------- | --------------- | --------------- | --------------- | ------------------ | ------------------ | ------------------ | ----------- | ----------- | ----------- | ------ | ------ |
| 2013-2014             | Pogoń Stettino        | E                     | 4          | 0          | CP              | 1               | 0               | -                  | -                  | -                  | -           | -           | -           | 5      | 0      |
| 2014-2015             | Pogoń Stettino        | E                     | 2          | 0          | CP              | 0               | 0               | -                  | -                  | -                  | -           | -           | -           | 2      | 0      |
| Totale Pogoń Stettino | Totale Pogoń Stettino | Totale Pogoń Stettino | 6          | 0          |                 | 1               | 0               |                    | -                  | -                  |             | -           | -           | 7      | 0      |
| 2015-2016             | Ruch Chorzów          | E                     | 26         | 4          | CP              | 1               | 0               | -                  | -                  | -                  | -           | -           | -           | 27     | 4      |
| 2016-2017             | Ruch Chorzów          | E                     | 17         | 1          | CP              | 1               | 0               | -                  | -                  | -                  | -           | -           | -           | 18     | 1      |
| Totale Ruch Chorzów   | Totale Ruch Chorzów   | Totale Ruch Chorzów   | 43         | 5          |                 | 1               | 0               |                    | -                  | -                  |             | -           | -           | 7      | 0      |
| 2017-2018             | Górnik Zabrze         | E                     | 29         | 3          | CP              | 3               | 0               | -                  | -                  | -                  | -           | -           | -           | 32     | 3      |
| 2018-2019             | Górnik Zabrze         | E                     | 14         | 0          | CP              | 3               | 0               | UEL                | 1                  | 0                  | -           | -           | -           | 18     | 0      |
| 2019-2020             | Górnik Zabrze         | E                     | 10         | 1          | CP              | 2               | 1               | -                  | -                  | -                  | -           | -           | -           | 12     | 2      |
| 2020-2021             | Górnik Zabrze         | E                     | 14         | 1          | CP              | 1               | 0               | -                  | -                  | -                  | -           | -           | -           | 15     | 1      |
| Totale Górnik Zabrze  | Totale Górnik Zabrze  | Totale Górnik Zabrze  | 67         | 5          |                 | 9               | 1               |                    | 1                  | 0                  |             | -           | -           | 77     | 6      |
| Totale carriera       | Totale carriera       | Totale carriera       | 118        | 10         |                 | 12              | 1               |                    | 1                  | 0                  |             | -           | -           | 129    | 11     |